# Tor2web
Tor2web (phát âm là "Tor to Web") là một dự án phần mềm cho phép truy cập web chìm bằng trình duyệt bình thường mà không cần kết nối với mạng Tor để truy cập. Phần mềm proxy này được tạo ra bởi Aaron Swartz và Virgil Griffith.